# Laure Marsac
Laure Marsac (18 de febrero de 1970) es una actriz francesa. Ha aparecido en más de 50 películas desde 1984.

## Filmografía seleccionada
| Año  | Título                                 | Papel                        | Notas      |
| ---- | -------------------------------------- | ---------------------------- | ---------- |
| 1984 | El pirata                              | L'enfant                     |            |
| 1987 | La sombra del viento                   | Nora Atkins                  |            |
| 1990 | Tumultes                               | Claude                       |            |
| 1994 | Entrevista con el vampiro              | Mujer mortal en el escenario | Escena +18 |
| 1994 | La reine Margot                        | ?                            |            |
| 1998 | Secret Defense                         | Véronique / Ludivine         |            |
| 2002 | Garonne                                | Claire Salvagnac             |            |
| 2007 | La llave                               | Florencia                    |            |
| 2008 | Mesrine: Parte 2. Enemigo público nº 1 | ?                            |            |
| 2010 | Cabeza de Turco                        | ?                            |            |
| 2010 | La reina de las manzanas               | ?                            |            |
| 2011 | Declaración de guerra                  | ?                            |            |
| 2014 | Jacky in Women's Kingdom               | ?                            |            |